# Byłem ostatnim cesarzem Chin
Byłem ostatnim cesarzem Chin – polski tytuł autobiografii Puyi, ostatniego władcy Chin przed ustanowieniem Republiki i późniejszego marionetkowego władcy Mandżukuo. Została wydana w roku 1964 w języku angielskim nakładem oficyny Foreing Languages Press w Pekinie, w Polsce zaś nakładem Wydawnictwa Łódzkiego (ISBN 83-218-0745-3) w 1988. Przekładu z angielskiego dokonała Jolanta Mach.
Książka oparta jest na zeszytach zapisywanych przez Puyi w więzieniu w latach 1950–1959. Tekst został opracowany przez dziennikarza Li Wenda oraz przejrzany i poprawiony przez pisarza Lao She, z pochodzenia Mandżura, podobnie jak Puyi.  
Książka składa się z dwóch tomów:
1. Pierwszy traktuje o życiu Puyi od urodzenia (właściwie najwcześniej pamięta swoją abdykację w wieku 6 lat) do objęcia, przy poparciu okupantów japońskich, "władzy" nad Mandżukuo. Zawiera też sporo informacji o dziejach rodziny cesarskiej, życiu codziennym w Zakazanym Mieście w Pekinie oraz sytuacji politycznej w Chinach w okresie schyłku cesarstwa i początkach republiki.
2. Drugi opisuje życie Puyi jako marionetkowego prezydenta, a potem cesarza Mandżukuo oraz późniejszy pięcioletni pobyt w Związku Radzieckim w zamkniętych ośrodkach dla chińskich i japońskich zbrodniarzy wojennych i dziewięcioletni proces reedukacji, jaki przeszedł w chińskich więzieniach, aż do ułaskawienia w 1959 roku. Na zakończenie Puyi przedstawia wrażenia z Pekinu oglądanego po raz pierwszy z perspektywy zwykłego człowieka oraz swoje dalsze losy jako obywatela komunistycznych Chin.

W oparciu o autobiografię Puyi w 1986 roku został nakręcony film Ostatni cesarz w reżyserii Bernardo Bertolucciego.